# ウィリアム・アーチボルド・スプーナー
ウィリアム・アーチボルド・スプーナー（William Archibald Spooner、1844年7月22日 - 1930年8月29日）は、イギリスの古代史学者、神学者。長年オックスフォード大学に奉職した。
彼はぼんやりしていること、そしておそらく意図しないままコミカルに音節を混ぜ合わせたフレーズを残したことでよく知られた。こうしたフレーズは「スプーナリズム（英語: Spoonerism、語音転換）」として知られるようになり、しばしばユーモラスに紹介される。

## 生涯
スプーナーは、1844年7月22日、ロンドンのグロブナー・プレイスチャペルストリート17番地で、父・ウィリアムと母ジェーン・リディアの長男として生まれた。彼はオスウェストリースクールで教育を受けた。同級生には高名な諜報員であったフレデリック・バーナビーがいる。その後オックスフォードのニュー・カレッジで学んだ。
1872年にイングランド国教会の執事となり、1875年に司祭に任命された。1878年にはアーチボルド・キャンベル・テイト大司教のチャプレンとなった 。
1878年9月12日にはフランシス・ウィクリフ・グッドウィンと結婚し、ウィリアム・ウィクリフ、フランシス・キャサリン、ローズマリー、エレン・マクスウェル、アグネス・メアリーの5人の子供をもうけた。
スプーナーは60年以上ニュー・カレッジに留まり、フェロー（1867年）、講師（1868年）、指導教員（1869年）、ディーン（学寮長、1876–1889年）、そして所長 (大学)（1903–1924年）を務めた。主に古代史、神学、哲学（特にアリストテレス哲学）について講義した。
スプーナーの容姿は「アルビノ、小さい、ピンクの顔、近視、頭が体には大きすぎる」などと評されたものの、尊敬されていた。「彼は温厚で優しく、ホスピタリティに溢れた人物であると評判である」と評されている 。ロイ・ハロッドは「彼の学識、勤勉さ、知恵を考慮すると」知る限りのオックスフォード大学とケンブリッジ大学のすべての学長を上回る人物であると評している。
スプーナーは1930年8月29日に死去し、カンブリアにあるグラスミアの墓地に埋葬された。

## スプーナリズム
スプーナーは彼の名をとった頭音転換、いわゆる「スプーナリズム」で有名である。スプーナリズムは対応する頭音や子音や形態素を入れ替えることによって、別の語を生み出す言葉遊びである。
スプーナー自身が意図的にこうした言葉を使ったことはなく、多くは言い間違いである。スプーナー自身の意図によって語られたものを含む多くの「スプーナリズム」の例は、学生などによって創作されたものである。英語は他のヨーロッパ言語に比べて語彙が多く、それだけにわずかな違いで別の意味を持つ言葉になることも多い。リチャード・リーダラーは ｢スプーナーは私たちに、心温まる間違いと英語の恐ろしさの両方を同時に見せてくれた」と評している。
「スプーナリズム」という言葉は1885年頃からオックスフォードで使われていたという。スプーナー自身は「スプーナリズム」にまつわる自信の評判を嫌っていた。1930年のスプーナーへのインタビューでは、「Kinkering Congs Their Titles Take(正しくはConquering Kings...) 」と1879年に説教壇から発言したことを認めている。

### スプーナー自身によるスプーナリズムの例
- "probable and improbable, were invented"[2]
- "It is kisstomary to cuss the bride" (...customary to kiss the bride)[2]
- "I am tired of addressing beery wenches" (weary benches)[2]
- "Mardon me padam, this pie is occupewed.[2] Can I sew you to another sheet?" (Pardon me, madam, this pew is occupied. Can I show you to another seat?)[11]
- "You have hissed all my mystery lectures, and were caught fighting a liar in the quad. Having tasted two worms, you will leave by the next town drain" (You have missed all my history lectures, and were caught lighting a fire in the quad. Having wasted two terms, you will leave by the next down train)[2]
- The Playboy of the Western World（『西の国のプレイボーイ』）
  - The Ploughman of the Western World（『西国の農夫』）[12]

### 創作されたスプーナリズム
1953年に発行された『オックスフォード引用句辞典』第二版では「’kinquering congs their titles take」と「tasted
two worms... town drain」という二つの語をスプーナー自身が発した言葉として紹介している。しかし1979年発行の第三版では「right of wages（賃金の権利）」を「"The weight of rages"」という用例が一つだけ掲載され、過去の版で掲載したものも含め、多くのスプーナリズムは「正典」ではないとしている。ただし殆どのスプーナリズムは記録のない場で発せられたものであり、創作されたものとそうでないものを明確にすることは困難である。
- well-oiled bicycle（よく油を差した自転車) 
  - well-boiled icicle（よく煮込んだ氷柱） [8]
- our dear queen（我らが親愛なる女王) 
  - our queer dean（我らが奇人なる学寮長） [8]
- You have missed my history lectures; you have wasted a whole term. You will leave Oxford on the nextdown train（君は私の歴史学の授業を欠席し、学期を丸ごと無駄に過ごした｡ 君は次の下り列車でオクスフォードを去ることになろう。)
  - You have hissed my mystery lectures; you have tasted a whole worm. You will leave Oxford on the next town drain（君は私の神秘学の授業に対して黙れと野次を飛ばし、芋虫を一匹丸ごと味わった｡ 君は次の町の下水に流されてオクスフォードを去ることになろう。)[12]

## スプーナーの逸話
- スプーナーはある日、近くにいた男性に「これからミスター・スタンリー・キャッソンが来るので、歓迎のお茶会をします。あなたも来てください」と声をかけた。男性は「しかし、サー、私がスタンリー・キャッソンです。」と答えた。スプーナーは「心配いりません。同じように来てください」と答えた[5]。
- 第一次世界大戦後、一人の学生にスプーナーはこう問いかけた。「あー、その、何だ、あれは君だったかな、それとも君のお兄さんだったかな、戦争で亡くなったのは？（Now let me see, was it you or your brother who was killed in the war?）」[13]

- スプーナーの訃報を伝えたザ・タイムズは、「彼は会話を恐れてはいなかった」と論評している[14]。

## 著作
- The Moral Philosophy Of Aristotle (1879)
- Bishop Butler (1901)